# 铁仔山古墓群
铁仔山古墓群位于广东省深圳市宝安区西乡街道龙腾社区的铁仔山南坡，是一处跨越千年的古墓葬群。该古墓群是目前环珠江口地区所发掘的墓葬最多、延续时代最长、出土文物较丰富的重要考古发现，曾被评为“2000年全国重要考古发现”之一，现已为广东省文物保护单位。

## 概况
古墓葬群首次被发现与1983年，深圳市第一次文物普查期间。1983—2000年间，因为山体周边基础建设需要，深圳考古机构对铁仔山开展多轮抢救性考古发掘，至今已清理出东汉至明清各类墓葬360余座。

## 保护
- 2005年7月18日，公布为宝安区文物保护单位
- 2008年11月18日，公布为广东省文物保护单位（第五批）。
- 墓葬所在的铁仔山现已建成铁仔山公园